# Eugeniusz (Antonopulos)
Eugeniusz, imię świeckie Ewangelos Antonopulos (ur. 14 lutego 1968 w Heraklionie) – grecki biskup prawosławny w jurysdykcji Patriarchatu Konstantynopola, zwierzchnik Autonomicznego Kościoła Krety.

## Życiorys
24 lutego 1991 przyjął święcenia diakonatu, a 3 marca tego samego roku – prezbiteratu. 28 maja 2005 otrzymał chirotonię biskupią jako wikariusz arcybiskupstwa Krety, ze stolicą tytularną w Knossos. W 2010 mianowany został metropolitą Retimno i Aukopotamos.
11 stycznia 2022 r. postanowieniem Świętego Synodu Patriarchatu Konstantynopolitańskiego stanął na czele Autonomicznego Kościoła Krety.